# O2 Academy Islington

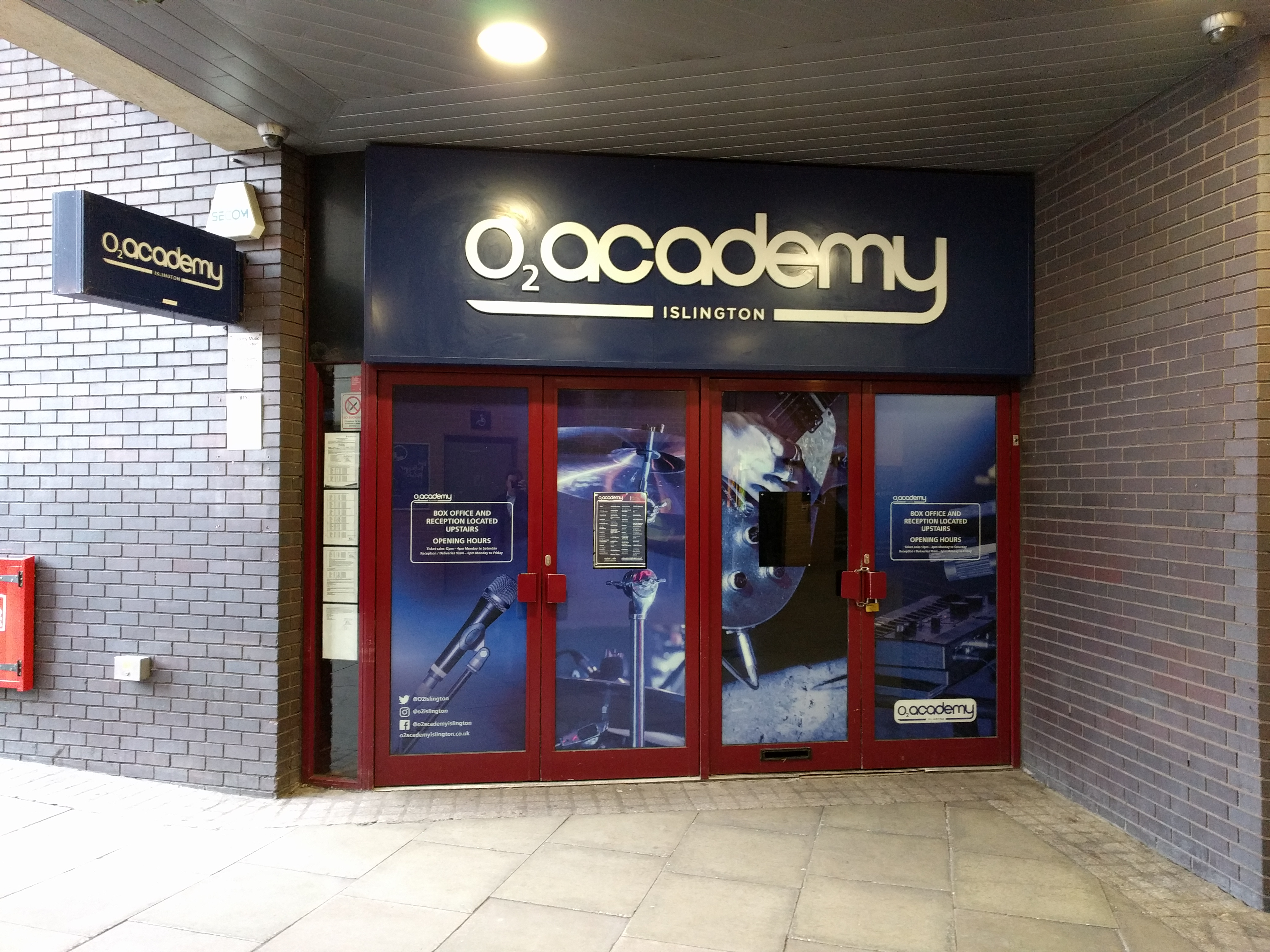
L'ingresso della O2 Academy Islington

La O2 Academy Islington, noto in precedenza con il nome di Carling Academy Islington, è un locale di musica live situata nel centro commerciale N1 accessibile via Upper Street e Liverpool Road alla London Borough of Islington. È gestita dall' Academy Music Group.
La sede principale ha una capacità di 800 posti, e l'adiacente O2 Academy 2 ne può contenere fino a 250.

## Eventi
Ogni sabato sera la O2 Academy ospita le serate Club de Fromage e Not Another Indie Disco.